# Айзкраукльский замок
Айзкраукльский замок (латыш. Aizkraukles pils; нем. Ascheraden) — разрушенный средневековый замок, расположенный на правом берегу реки Даугавы в Латвии к западу от современного города Айзкраукле. Замок был построен во второй половине XIV века Ливонским орденом. С 1334 по 1480 год здесь располагался комтур.

## История
В 1559 году город Айзкраукле был захвачен поляками. В 1577 году его захватили русские. В 1633 году замок еще стоял, но к 1680 году был в руинах. Сегодня еще видны остатки фундамента и фрагмент стены высотой до 5 метров. Живописные руины служат популярным местным туристическим объектом.
Не следует путать это сооружение со Старым замком Айзкраукле (латыш. Vecaizkraukles pilskalns; нем. Alt-Ascheraden), еще одним средневековым замком XIII века, расположенным в нескольких километрах ниже по течению.